# Swithinbank Range
Die Swithinbank Range ist ein kleiner Gebirgszug in der antarktischen Ross Dependency. In den Churchill Mountains des Transantarktischen Gebirges erstreckt er sich in östlicher Richtung zwischen dem Donnally- und dem Ahern-Gletscher zum Starshot-Gletscher.
Teilnehmer einer von 1959 bis 1960 dauernden Kampagne im Rahmen der New Zealand Geological Survey Antarctic Expedition benannten ihn nach dem britischen Glaziologen Charles Winthrop Molesworth Swithinbank (1926–2014), der in dieser Zeit auf der Station Little America V tätig war.